# Dedicato a Paola
Dedicato a Paola è il primo album della cantante italiana Paola Musiani, pubblicato dall'etichetta discografica Bentler nel 1972.
Tra il 1970 ed il 1973, ben 10 dei 12 brani sono stati pubblicati su una facciata di disco singolo, e 5 di essi sono stati presentati a manifestazioni musicali dell'epoca.

## Tracce

### Lato A
1. Alone Again (Penso a lui e sto con te)
2. Il nostro concerto
3. Faccia da schiaffi
4. Tu eri il mio bene
5. Davanti a Dio
6. La mia strana vita

### Lato B
1. Passerà
2. Perdona se
3. Noi
4. Tocco magico
5. Cosa vuoi cuore mio
6. Amore immenso